# 馬修·霍庇
馬修·提摩西·霍普（英語：Matthew Timothy Hoppe；2001年3月13日—）是一位美國足球運動員，場上司职前锋，現效力於丹麥足球超級聯賽球隊桑德捷斯基，他曾代表美國國家足球隊參賽。

## 球會生涯
霍庇在亞利桑那州的巴塞罗那足球學院學習踢球，2019年6月與德國球會沙尔克04簽約加盟。
2020年11月28日，他首次代表球隊在德甲上場，對手是慕遜加柏。2021年1月9日對賀芬咸，他打進個人首顆進球並戴帽，使球隊以4-0取勝。霍庇是首位美國球員在德甲戴帽，而他的入球亦終結了球隊接近一年，30場不勝的恥辱紀錄。

## 國家隊生涯
2021年5月20日，對陣瑞士的友誼賽之前，霍普首次接到了美國國家足球隊的徵召。他入選了2021年美洲金盃的大名單。7月16日，霍普在第二場小組賽與法國海外大區馬提尼克的比賽的中被提名為先發11人，這為他的國家隊首秀。
2021年7月26日，霍普在1-0戰勝牙買加的2021年美洲金盃八強賽中打進了他的第一個國家隊進球。8月1日，他隨隊獲得2021年美洲金盃冠軍。

## 生涯統計

### 國家隊進球
最後更新：2021年7月26日
| No. | 日期       | 比賽場地                 | 對手   | 比分 | 賽果 | 賽事           |
| --- | ---------- | ------------------------ | ------ | ---- | ---- | -------------- |
| 1.  | 2021.07.26 | 美國, 阿靈頓, AT&T體育場 | 牙买加 | 1-0  | 1-0  | 2021年美洲金盃 |

## 榮譽

### 國家隊
美國
- 美洲金盃冠軍：2021年[11]

## 外部連結
- Soccerway資料庫：馬修·霍庇